# علكة الفقاعات

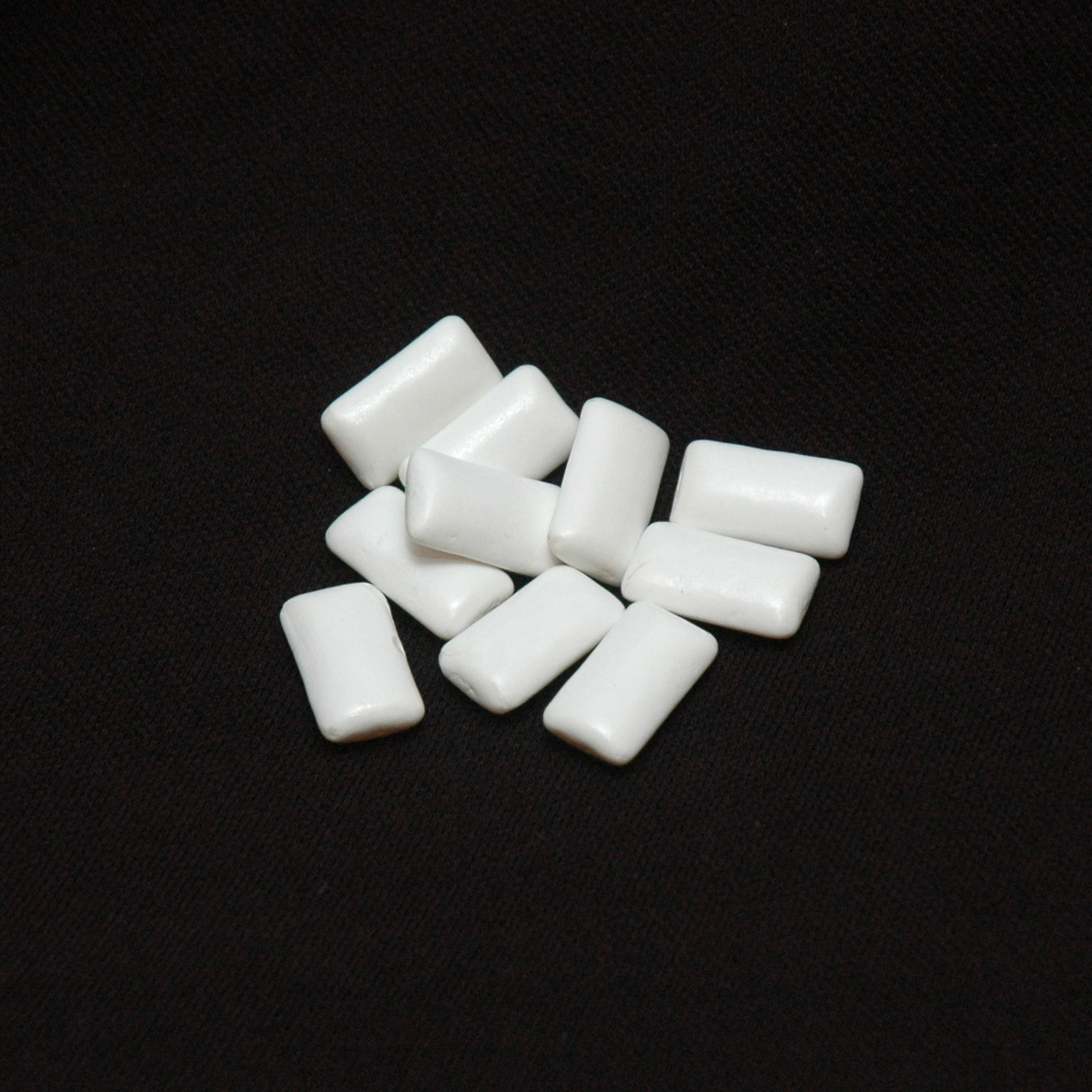
حبات علك

المَضيغة الفُقَّاعية أو علكة الفقاعات هو نوع من لبان المضغ، تم تصميمها لتكون مناسبة لإخراج فقاعة من الفم.

## التاريخ
في عام 1928، كان والتر ديمر، محاسب لشركة فلير لعلك المضخ في ولاية فيلادلفيا، يجرب وصفات مضغ جديدة. نجح ديمر في الوصول إلى وصفة أقل لزوجة من العلكات العادية، لها القابلية على الامتداد بسهولة. نجحت العلكة وأعجب بها الكثيرين ونالت إعجاب وتقدير العديد من الناس وتمت تسميتها من قبل رئيس شركة فلير باسم فقاعة دوبل بسبب نسيجها البسيط. كان اللون الأصلي للفقاعة هو اللون الوردي لأنها كانت الصبغة المتداولة في ذلك الوقت.

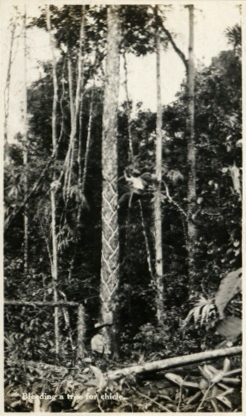
إستخراج التشيشل من شجر في بليز في وسط أمريكا، عام 1917.

علكات المضخ الحديثة، إذا تم استخدام المطاط الطبيعي كالتشيشل (Chicle)، يجب أن تمر العملية على العديد من مراحل النقاء واختبارات النظافة. مع ذلك، فإن معظم أنواع العلك الحديثة والنكهات تصنع من مواد صناعية. هذة المواد الاصطناعية تضمن إستمرار النهكة لفترة أطول ونسيج أقوى.

## الألوان والنكهات

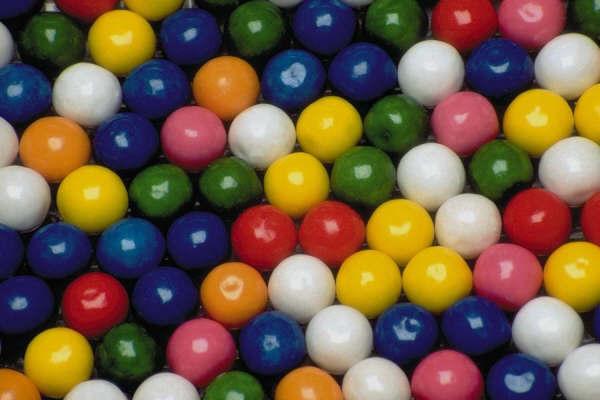
ألوان ونكهات مختلفة للعلك

في اختبارات التذوق، يميل الأطفال إلى تفضيل نكهات الفراولة والتوت الأزرق، رافضين النكهات الأكثر تعقيدا مبررين أن تلك النكهات تجعلهم يريدون ابتلاع العلكة بدلا من مواصلة مضغها.

## الأرقام
في عام 1996، حصلت سوزان مونتجومري ويليامز من فريسنو، كاليفورنيا، على لقب أكبر فقاعة تم نفخها من موسوعة غينيس للأرقام القياسية. وصل قطر الفقاعة إلى 26 بوصة (66 سم). بينما يحمل تشاد فيل الرقم القياسي ل«أكبر فقاعة خالية من اليدين» بقطر 20 بوصة (51 سم)، من 24 إبريل عام 2004.

## وصلات خارجية
- سوزان مونتجومري صاحبة أكبر فقاعه على التلفاز الأسباني
- رحلة داخا مصنع لصناعة علكة الفقاعات
- نبذة عن تاريخ اللبان